# حمام حاج موسی
حمام حاج موسی مربوط به اواخر دوره قاجار است و در مرند، حمام حاج موسی واقع شده و این اثر در تاریخ ۱۲ بهمن ۱۳۸۱ با شمارهٔ ثبت ۷۳۷۱ به‌عنوان یکی از آثار ملی ایران به ثبت رسیده است.